# Labrun
Labrun è una frazione della città tedesca di Annaburg.